# Paludza
Paludza era una località del distretto di Liptovský Mikuláš, in Slovacchia, che è stata sommersa con la creazione del bacino artificiale di Liptovská Mara, costruito fra il 1969 e il 1975. Oggi la località si trova all'interno del territorio comunale di Galovany, che fino al 1948 era stata una frazione del comune di Paludza.
La sua chiesa articolare in legno è stata trasferita e si trova ora fra i paesi di Svätý Kríž e di Lazisko.
Nel corso del Settecento Paludza diviene il più importante centro religioso e culturale del circondario, grazie alla sua scuola, considerata eccellente.
Dal paese prende nome una derivazione della ferrovia Košice-Žilina.